# Condictio
Die condictio (von lateinisch condicere ‚durch Ansage festsetzen‘) ist ein Klagetyp des römischen Rechts, der aus der Nichteinhaltung eines festgesetzten Termins zur Rückzahlung (zumeist eines Kredits) entwickelt wurde. Ihren Ursprung hatte die Klage mit Terminansage im frührömischen Recht der Legisaktionen (legis actio per condictionem). Daraus entwickelte sich die Rückforderung von etwas Hingegebenem (datio), das dem Zuwendungsempfänger nicht dauerhaft zugewandt sein sollte. Gemeinhin bietet die condictio seither die Möglichkeit, vom Bereicherten zu Unrecht Erlangtes, zurückzufordern. In der Rechtssprache hat sich der Begriff Kondiktion etabliert.
Das deutsche Bereicherungsrecht, geregelt in den §§ 812 ff. BGB, orientiert sich am Leitbild der condictiones.

## Ursprung
Entstanden ist die condictio im Rechtskreis des frührömischen Darlehensgeschäfts, dem mutuum. Nicht jede von der Rechtsordnung vorläufig zugelassene Vermögensverschiebung sollte endgültigen Bestand erlangen, weshalb ein hingegebenes Darlehen nach gegebener Zeit Rückforderungsansprüche auslöste. Die Rückforderungsansprüche sollten gegebenenfalls klagbar sein.
Zur Klagbarkeit einer condictio aus Darlehen, Stipulation oder auch Litteralvertrag, wurde ursprünglich die altzivile Klageart der legis actio per condictionem herangezogen. Sie war strengrechtlich aufgebaut und verlangte die Adäquanz von Zuwendung und Rückforderung. Dem Richter war insoweit kein Spielraum hinsichtlich des Umfangs der Verurteilung zugestanden. Die condictio setzte einen Anspruch auf eine bestimmte Geldsumme (certam pecuniam dari) oder Sache (aliam certam rem dari) voraus, forderte dabei aber nicht die Angabe des zugrundeliegenden Rechtsgrunds (causa). Da ein Rechtsgrund nicht angegeben werden musste, oblag es dem Richter, einen der anerkannten Entstehungsgründe für die einklagbare Schuld zu ermitteln. Auf Tatbestandsseite konnte der Richter damit erheblichen Spielraum der condictio nutzen.
Die Klageformel im später eingeführten Formularprozess war dadurch gekennzeichnet, dass der Verpflichtungsgrund nur abstrakt bezeichnet war (si paret oportere; „falls jener verpflichtet ist“). Sie eignete sich daher zur Anwendung auf eine Vielzahl von Verpflichtungsfällen. Später wurde die Prozessformel noch durch die condictio incerti auf solche Fälle erweitert, in denen dasjenige, was der Kläger herausverlangte, nicht eindeutig zu beschreiben war.
Grundsätzlich richteten sich die Rechtsfolgen der condictiones nach den allgemeinen Regeln des Rechts der Leistungsstörungen für strengrechtliche Klagen. Die Veräußerung des Bereicherungsgegenstandes führte zur Kondiktion des Erlöses, ohne dass sich ein (vermeintlich) Entreicherter auf einen Bereicherungswegfall hätte berufen können. Wer andererseits eine nicht geschuldete Leistung entgegennahm, setzte sich der Gefahr einer deliktischen Haftung aus furtum aus, einem Tatbestand, der allerdings nur unzureichend, mit dem modernen Tatbestand des Diebstahls vergleichbar ist.

## Quelle
Nam hoc natura aequum est neminem cum alterius detrimento fieri locupletiorem. […]

„Denn es entspricht der natürlichen Billigkeit, dass niemand zum Schaden eines anderen bereichert werden darf. […]“

## Einzelne Kondiktionen
Je nach dem Grund der Bereicherung unterscheidet das Römische Recht verschiedene Kondiktionen:
- condictio cautionis
- condictio certae pecuniae
- condictio certae rei
- condictio certi
- condictio ex paenitentia
- condictio (ex causa) furtiva
- condictio indebiti
- condictio liberationis
- condictio possessionis
- condictio sine causa
- condictio triticaria
- condictio ob turpem vel iniustam causam

Daneben haben sich weitere, sogenannte postklassische Kondiktionen entwickelt:
- condictio ex lege
- Condictio generalis
- condictio incerti
- condictio ob causam finitam
- condictio ob causam futuram
- condictio ob rem (auch condictio causa data causa non secuta oder condictio ob causam datorum)
- condictio ringeni

## Kondiktion und Bereicherungsrecht
Das moderne Bereicherungsrecht hat sich aus dem System der condictiones entwickelt, weist aber im Vergleich zu jenen Unterschiede auf. So kann nach römischem Recht stets die „certa res“ herausverlangt werden, während das heutige deutsche Bereicherungsrecht den Einwand zulässt, der Schuldner sei nicht mehr im Besitz der Bereicherung (sogenannte Entreicherung, vgl. § 818 Abs. 3 BGB und Art. 62 OR).